# Hermann Markus Preßl
Hermann Markus Preßl (* 26. Mai 1939 in Altaussee; † 12. August 1994 in Nea Mouchri, Griechenland) war ein österreichischer Komponist, Violinist und Musikpädagoge.

## Leben
Nach einer Maschinenschlosser-Ausbildung studierte Preßl von 1959 bis 1964 an der Universität für Musik und darstellende Kunst Wien Viola bei Eduard Melkus, Violine bei Josef Drevo und Komposition bei Otto Siegl. An der Universität Mozarteum Salzburg studierte er zur selben Zeit Violine bei Jaroslav Suchý und Komposition bei Helmut Eder. Parallel dazu studierte er von 1960 bis 1964 an der Universität für Musik und darstellende Kunst Graz Komposition bei Waldemar Bloch.
Im Jahr 1964 legte er an der Universität für Musik und darstellende Kunst Graz sein Diplom mit Auszeichnung in Komposition und an der Universität für Musik und darstellende Kunst Wien die Staatsprüfung für Violine ab.
Von 1964 bis 1966 war Preßl Musikschulleiter in Bad Aussee und erhielt anschließend einen Lehrauftrag an der Musikschule in Kabul in Afghanistan. Im Jahr 1971 kehrte er nach Österreich zurück und unterrichtete Violine an der Landesmusikschule Graz. Er war als zweiter Geiger im „Himmel-Quartett“ tätig und trat mit dem Grazer Kammerorchester sowie dem Grazer Philharmonischen Orchester auf. Ab 1974 war er Lehrbeauftragter für Komposition und Musiktheorie an der Musikhochschule Graz, wo er 1982 zum außerordentlichen und 1985 zum ordentlichen Professor ernannt wurde.

## Auszeichnungen
- 1973: Kompositionspreis für Kunst und Kultur des Bundeskanzleramts Österreich[2]
- 1973: Kompositionspreis der Stadt Graz[2]
- 1974: Joseph-Marx-Musikpreis des Amts der Steirischen Landesregierung[2]
- 1976: Kompositionspreis der Stadt Leibnitz[2]
- 1978: Kompositionspreis Musikprotokoll im Steirischen Herbst[2]
- 1986: Joseph-Marx-Musikpreis des Amts der Steirischen Landesregierung[2]
- 1988: Kompositionspreis Steirischer Herbst[2][3]

## Werke (Auswahl)

### Ensemblemusik
- Zwei Tänze für Oboe und Trommel (1966–1970)[4]
- Drittes Streichquartett – für zwei Violinen, Viola und Violoncello (1966–1970)[4]
- Arusi – Hochzeitsmusik für zwei Violinen und Gitarre (1966–1970)[4]
- Viertes Streichquartett – für zwei Violinen, Viola und Violoncello (1966–1970)[4]
- Drei Bicinien für Oboe und Fagott (1966–1970)[4]
- Präludium, Choral und Fuge – Duo für Trompete und Posaune (1966–1970)[4]
- Zweites Streichquartett – für zwei Violinen, Viola und Violoncello (1966–1970)[4]
- Trio für zwei Geigen und Viola (1966–1970)[4]
- Zwei Tricinien für zwei Trompeten und Posaune (1966–1970)[4]
- Bagatellen für zwei Sopranflöten (1966–1970)[4]
- Afghanischer Marsch und Variationen für Trompete und Posaune (1966–1970)[4]
- Trio für Flöte, Violine und Viola (1966–1970)[4]
- Suite für Violine, Posaune und Violoncello (1966–1970)[4]
- Sonatine für Violine und Posaune (1966–1970)[4]
- Drei Quadricinien für Trompete und drei Posaunen (1966–1970)[4]
- Fünf Stücke für Altflöte und Gitarre (1970)[4]
- Vier Studien für vier Flöten (1970–1974)[4]
- So ist das Leben – Ein Continuoum für Flöte, Oboe und Cembalo (1970–1974)[4]
- Akkordeana – Quartett für drei Akkordeons und Schlagzeug (1970–1974)[4]
- Gedicht für Violine und Akkordeon (1971)[4]
- Kreuzweiskreisschweigquartett – Quartett für zwei Violinen, Viola und Violoncello (1976)[4]
- Ronde – für drei Akkordeons und drei Schlagzeuger (1978)[4]
- Für Elise nicht, für Janna – Duo für Klavier und Gong (1982)[4]
- A 5 Quaternion – Trio für Baßklarinette, Vibraphon und Klavier mit Solostimme Sopran (1984)[4]
- Herbstelegie – Duo für Viola und Violoncello (1990)[4]
- Der Ortsverlasser – Duo für Cembalo und Orgelpositiv (1992)[4]
- IATOA – Quintett für zwei Violinen, zwei Violen und Violoncello (1993)[4]
- Zisternen – Trio für Flöte, Cembalo und Violoncello (1994)[4]

### Solomusik
- Sechs Gitarrestücke für Anfänger (1966–1970)[4]
- Geigenmusik (1966–1970)[4]
- Vier Weinlieder – nach Texten von Omar Chaijam für Männerstimme und Gitarre (1966–1970)[4]
- Sechs Afgha – Leichte Klavierstücke (1966–1970)[4]
- Drei zweistimmige Inventionen für Klavier (1966–1970)[4]
- Zwei Interludien für Gitarre (1966–1970)[4]
- xxxx – yyyy (1966–1970)[4]
- Sonatine für Posaune (1966–1970)[4]
- Sonatine für Sopranflöte (1966–1970)[4]
- Selbstgespräche – für Sopran und Akkordeon (1970–1974)[4]
- Drei Stücke für Akkordeon (1970–1974)[4]
- Morgue – Lieder für Tenor und Viola (1975)[4]
- Ronde 50 – für Christos Polyzoides, Solo für Violine (1980)[4]
- Toccata imaginata – Solo für Tenorblockflöte(1983)[4]
- N. N. 1 – Solo für Klavier (1985–1988)[4]
- YLOP – Solo für Geige (1992)[4]
- N. N. 50 – Die Zeremonie des Abschieds für Klavier (1992)[4]
- Let-it – Solo für Geige (1993)[4]
- Finstersonnen – Solo für Klavier oder zwei Melodieinstrumente (1994)[4]
- Sidios – Solo für Viola, Widmung für Dimitrios Polisoidis (1994)[4]
- Zisterne – Solo für Altblockflöte (1994)[4]
- Hukla – Solo für Fagott, Widmung für Klaus Hubmann (1994)[4]
- Katina – Solo für Violoncello (1994)[4]

## Publikationen
- Die Musik der Afghanen. In: W. Kraus (Hrsg.), Afghanistan 1974.[1]